# Tomio Tada
Tomio Tada (japonais 多田 富雄, Tada Tomio; 31 mars 1934 à Yūki, préfecture d'Ibaraki - 21 avril 2010 dans la préfecture de Tokyo) est un immunologue japonais et auteur de pièces du théâtre nō.

## Biographie
Tada est un petit-neveu du poète japonais Fuji Tada (多田不二, 1893–1968). Il étudie la médecine à l'Université Waseda (baccalauréat en 1952) et à l'université de Chiba dont il est diplômé en 1959 et achève un doctorat en immunologie en 1964. En tant que post-doctorant, il réside à Denver et plus tard travaille au «  National Jewish Health Hospital ». Il fait partie du groupe qui découvre les anticorps IgE en 1967. Après son retour au Japon, il est à l'Université de Chiba. En 1974, il mène une expérience afin de prouver le lymphocyte T régulateur (anciennement appelé cellules T suppressives). Plus tard, une erreur est détectée par des scientifiques de l'expérience à Caltech (Mitchell Kronenberg et autres). Au cours des années 1980, la recherche des lymphocytes T suppresseurs est un domaine d'intenses recherches et leur existence longuement contestée. Tada défend son hypothèse des cellules T du système immunitaire qui pourraient supprimer la réponse immunitaire et, à son avis, jouent un rôle dans les allergies et les maladies auto-immunes. Dans les années 1990, leur existence est confirmée par les scientifiques au Japon (Shimon Sakaguchi, Université de Kyoto). En 1977, Tada devient professeur d'immunologie à l'Université de Tokyo. En 1995, il est nommé directeur de l'Institut de recherche pour les études biologiques de l'université de Chiba. 
Il prend sa retraite en 1999. Après un accident vasculaire cérébral en 2001, Tomio Tada est paralysé d'un côté, mais continue à écrire des pièces. Il meurt d'un cancer de la prostate.
Il a écrit six pièces de théâtre nô, dont une sur l'éthique de la transplantation cardiaque (« Le puits de l'ignorance », Mumyō no I, 無明の井), inspirée par une accusation d'assassinat à l'encontre d'un chirurgien cardiaque, qui avait été déposée au Japon en 1968, une autre à propos des victimes de la contamination radioactive à Hiroshima (Gembakuki, 原爆忌) et une autre encore sur la théorie de la relativité et la recherche de la vérité (L'ermite Isseki, Isseki Sennin, 一石仙人).
En 1989, il fonde la revue International Immunology. En 1980, il est honoré du prix Emil von Behring et quatre ans plus tard il est nommé bunka kōrōsha.
Marié, il avait deux filles.

## Source de la traduction
- (de) Cet article est partiellement ou en totalité issu de l’article de Wikipédia en allemand intitulé « Tomio Tada » (voir la liste des auteurs).